# Antonio Bey Figari
Antonio Bey Figari ( 1804 - 1870 ) fue un médico, botánico, explorador, y algólogo italiano. Su familia vivía en Egipto desde tiempo, y Antonio Figari introdujo en el siglo XIX la farmacopea occidental en Egipto y fue galardonado con el título de "señor", por sus méritos científicos.
Realizó extensas expediciones botánicas por Italia, Egipto, Etiopía, Sudán, Arabia Saudi, Turquía

## Algunas publicaciones

### Libros
- Antonio bey Figari, giuseppe De Notaris. 1852. Agrostograhiae Aegyptiacae fragmenta.
- giovanni Zanardini, Antonio bey Figari. 1858. Plantarum in Mari Rubro hucusque collectarum enumerato. Ed. I. R. Istituto veneto. 309 pp.
- -----. 1865. Studii scientifici sull'Egitto e sue adiacenze, compresa la penisola dell'Arabia Petrea: con accompagnamento di carta geografico-geologica. Ed. Tip. di G. Giusti. 300 pp. leer
- albert Deflers, Antonio bey Figari, a. henry Husson. 1896. L'exploration scientifique de l'Egypte sous le règne de Mohammed Ali. 132 pp.

## Honores

### Epónimos
- (Brassicaceae) Senebiera figariana Parl.[3]

- (Cucurbitaceae) Melo figari Pangalo[4]

- (Malvaceae) Abutilon figarianum Webb[5]

- (Poaceae) Cymbopogon figarianus Chiov.[6]

- (Poaceae) Hyparrhenia figariana (Chiov.) Clayton[7]

- (Poaceae) Pappophorum figarianum Fig. & De Not.[8]

- (Poaceae) Trichopteryx figarii Chiov.[9]

- (Polygalaceae) Polygala figariana Webb[10]

- (Vitaceae) Cissus figariana Webb[11]

- (Vitaceae) Vitis figariana Baker[12]

- La abreviatura «Fig.» se emplea para indicar a Antonio Bey Figari como autoridad en la descripción y clasificación científica de los vegetales.[13]